# Daniel Fernández Crespo
Daniel Fernández Crespo (Libertad, San José; 28 de abril de 1901 - Montevideo, 28 de julio de 1964) fue un maestro y político uruguayo perteneciente al Partido Nacional que se desempeñó como presidente del Consejo Nacional de Gobierno entre 1963 y 1964.

## Biografía
De profesión maestro, ejerció la docencia desde 1921 hasta 1932, año en que ingresó por primera vez al Parlamento. Integró el Partido Nacional, en el que militó desde su juventud. Estuvo casado con Josefina Grela.  
Desde su ingreso al parlamento hasta su muerte, fue llevado por el voto popular a ocupar en forma sucesiva e ininterrumpida a todos los cargos electivos establecidos por la Constitución uruguaya. Siendo electo sucesivamente como Diputado y Senador. En el año 1953 funda el Movimiento Popular Nacionalista, presentando su lista propia en las elecciones generales de 1954, resultando electo Consejero Nacional de Gobierno por la minoría.
En 1956 participa en la fundación de la Unión Blanca Democrática. En las históricas elecciones de 1958 es electo Presidente del Consejo Departamental de Montevideo, hasta la fecha, la única ocasión en la cual el Partido Nacional gana en la capital y accede a la Jefatura del Departamento de Montevideo. 
Finalmente es llevado a la Presidencia del Consejo Nacional de Gobierno en las elecciones de 1962.
Producto de su labor como legislador, nacieron numerosas leyes consideradas de avanzada en materia laboral, tales como la Ley de Seguros de Accidentes de Trabajo, jubilación de la mujer, leyes sobre Bolsa de Trabajo y subsidios por desempleo para distintas actividades, jornadas especiales para la industria insalubre, etc. 
Desde el Poder Ejecutivo, presentó proyectos tales como el tendiente a la reforma de las estructuras agrarias, o el destinado a mejorar y aumentar la productividad mediante la participación de obreros y empleados en las utilidades de las empresas. 
Falleció mientras ejercía el cargo de Consejero en el Consejo Nacional de Gobierno que acababa de presidir. Fue sustituido por Alfredo Puig Spangenberg, a la sazón Presidente del Concejo Departamental de Flores. 
Entre 1939 y 1942 fue presidente del Club Atlético Aguada. También tuvo destacada actuación en el Liverpool Fútbol Club, que presidió.
En la ciudad de Montevideo es homenajeado con una Avenida que lleva su nombre, la cual se trata de uno de los corredores principales de la ciudad contando con 16 cuadras que van desde la Av. 18 de Julio hasta la Av. Circunvalación de las Leyes.